# Schudden (Def Rhymz)
Schudden is een single van de Surinaams-Nederlandse rapper Def Rhymz uit 2000. Het stond in 2001 als tweede track op het album De allergoeiste, waar het de eerste single van was. Het werd uitgebracht als dubbele A-kant met Puf.

## Achtergrond
Schudden is geschreven door Menno Koning en Dennis Bouman en geproduceerd door Koning. Het is een lied uit het genre nederhop waarin de zanger zingt over het schudden van billen. Het refrein van het nummer wordt deels gezongen door Lloyd de Meza. Het nummer samplet het lied Love Come Home van DJ Jean. De single heeft in Nederland de gouden status.

## Hitnoteringen
Buiten Nederland was er geen succes voor het lied, maar daarbinnen was het zeer succesvol. Het stond op de eerste plaats in zowel de Top 40 als de Mega Top 100. In de Top 40 was het daarnaast zestien weken te vinden en in de Mega Top 100 zelfs 24 weken. Opvallend was dat de andere kant van de single, Puf, veel minder succes had, met slechts 64e positie als hoogste notering in de Mega Top 100. In de Top 40 waren beide kanten van de single onderdeel van een gecombineerde notering.